# Dom Capuano
Domenico Capuano, más conocido como Dom Capuano, es un compositor y productor musical Italiano, reconocido por catapultar a la cima a artistas pop, como el grupo Eiffel 65, los Karmah, Da Blitz, y otros artistas de los 90 y de comienzos del tercer milenio y también es un compositor de banda sonora y música de cine.

## El Principio, Vida y Carrera
Dom ha estudiado la música clásica, en particularmente el Contrabajo en el Conservatorio G. Verdi de Turín. También profundizó sus estudios de música electrónica, el piano de  Composición y Director de orquesta.
Su carrera musical se divide en dos caminos paralelos, en que las grabaciones y en el circuito académico.
Desde principios de los 90 se ha establecido como un compositor y productor musical, productor musical y está considerado como un "éxito, y en sintonía con los tiempos", debido a su continua investigación y maníaco sonido experimental.
Durante los años él ha compuesto y producido algún registro hits, desde el primero Let me Be (1993) de los Da Blitz y Move Your Body de los Eiffel 65 (2000) ( para la cual escribió, arreglado y producido includingQuelli che non Hanno EtàSan Remo de 2003) y también "Wale (Tanto Wale)" (2008) de DARI, de que es productor musical.
En 1993, junto con Simone Pastore compuso su primer singulo, "Let Me Be" regalando lo que la carrera del DA Blitz. (El número máximo de 11 posiciones ) .
En el año 1994 y de nuevo por "Take My Way" 
Como compositor y arreglista, entra con el Da Blitz en varias ocasiones en las listas de éxitos italianas con "Let Me Be" y "Stay with Me", que finalmente alcanzó la posición número 1 (fuente: hitparadeitalia hpe1994.htm). El Blitz será en la clasificación de nuevo con las canciones "Movin 'On" (Pos Max # 4 ) "Take Me Back" (Pos Max # 4 ), y "I Believe" (Pos Max # 8 Archivado el 29 de marzo de 2015 en Wayback Machine.)
En su haber tres discos de platino con más de 3 millones de copias vendidas en los USA (certificado RIAA), 2 discos de Platino y 3 de Oro en Europa con más de 1.500.000 copias (fuente: Bliss Corporation) para el compuesto Move Your Body de Eiffel 65, además de otros premios, con más de 10 millones de turistas y copias en todo el mundo.
También recibió los discos de "oro de los bombardeos, Gabry Ponte, Karmah (2 Alemania, dos del Reino Unido, Italia, 6, 2 para el single" Let Me Be "por Da Blitz, una Francia, una España)
Con l álbum Europop por Eiffel 65 se Pos # 4 de las listas de USA por la venta de un total de 3.800.000 copias en USA (fuente:. BlissCo ) también está recibiendo buenas críticas de Prensa (Ref: Asuntos Pop  de entretenimiento semanal , 275435,00. html (enlace roto disponible en Internet Archive; véase el historial, la primera versión y la última). Toda la música )
Además, Europop Nominación rieceve para un premio Grammy en 2001. (Fuente: Universal  (enlace roto disponible en Internet Archive; véase el historial, la primera versión y la última).), World Music Awards en Monte Carlo en 2000 (Fuente: Universal / pop / artistas / artista.php? ids = 3,664).
También ha colaborado, producido y remezclado canciones para numerosos artistas de nivel nacional e internacional, incluyendo: Jean Michel Jarre Kool & The Gang, Laura Pausini, 883 Max Pezzali Aqua. Zucchero Nek, Andress Johnson, Alphaville Toni Braxton S Club 7, Cugini di Campagna, [ [Little Tony]].
Partcipa la producción de 2 discos de DJ Gabry Ponte, "Doctor Jekyll y Mr. DJ" y "Gabry Ponte" ambos publicados por Universal Italia, entrando en el ranking nacional (fuente: HitParadeItalia .it/hp_yends/hpe2002.htm (enlace roto disponible en Internet Archive; véase el historial, la primera versión y la última).) (fuente: ).
En el verano del 2007 se reúne con los DARI también comienzan una colaboración artística como productor artístico y coautor de las canciones, así que un poco más tarde, en febrero de 2008 a asieme DARI alcanza el éxito con la canción "Wale (Tanto Wale)".
Tras el éxito de Wale Wale asieme tanto el dari y el sonido de la Fundación 'label' "recibió algunos premios, entre ellos: Premio de la Reunión 2008 de los sellos independientes, Clips italiano Premio en el 2008 como" Revelación del Año de vídeo "por" Wale "de Dari.
La DARI también ganó dos MTV TRL Awards en 2008 como "New Best Artist" y 2009 "Best Look).
En el 2010, produce el grupo de los "Fonokit", que en 2011 obtuvo el permiso y toma el consentimiento en particular de los críticos.

## La música por la película
En 2006 comienza un nuevo período de estudio de la composición para cine y en 2008 Dom compuso su primera banda sonora real y completa para una película mediana de 45 minutos, Calibro 70 dirigida por Alessandro Rota. (fuente: Imdb [13]). La película ganó un montón de festivales de cine internacionales (fuente: Imdb [14] En 2009 toma parte de la producción y composición de la banda sonora de "Hey Gio" para la serie de televisión titulada "Chiamatemi Gio" para Disney Channel una revisión italiana de " Ughly Betty ". (Fuente: Imdb [15]).
Después de las bandas sonoras de "Ninja Turtles" y algunos otros cortometrajes en 2011, se mudó a Los Ángeles para seguir su carrera musical como compositor de películas.
En 2011 Dom compuso y produjo la banda sonora de la película australiana "The Sleeping Warrior". (Fuente: Imdb [16]) una película de un tema filosófico-político del cineasta indio Chayan Sarkar. En 2012 compuso y produjo la banda sonora de la película estadounidense "Solid State" (fuente: Imdb [17]) protagonizada por Vivica A. Fox.
Compuso y produjo el segundo episodio de la trilogía dirigida por el director Stefano Milla "Richard The Lionheart: Rebellion", una película que cuenta la historia y las vicisitudes del ascenso al trono del futuro rey de Inglaterra Richard I "el Corazón de León" hijo de Enrique II de Inglaterra y Eleanor de Aquitania. (Fuente: Imdb [18]). Con un primer lanzamiento en el 2015, eventualmente la película fue distribuida por STUDIOCANAL para la UE y Sony Pictures para los Estados Unidos. En el mismo año compuso la banda sonora de la película para televisión "Beautiful Destroyer". (Fuente: Imdb [19])
Dom sigue trabajando en música para películas y en el 2016 anotó "The Silent Lynx" y "Branded", dirigida por Phil Gorn, protagonizada por los gemelos de Londres, Jeremy y James London, conocida por varias series de televisión que los destacaron en los años 90, en Además en Branded protagonizada por la presencia de Christopher Showerman famoso por sus papeles en el pasado "Tarzan" en "George of the jungle" de Disney. (Fuente: Imdb [20])
En la lista de la película más apreciada está "Kingdom of Gladiators, the Tournament", una película sobre peleas y gladiadores protagonizada por el héroe de WWF y la lucha de la WWE a pie de la estrella de la fama Solofa Fatu Jr., más conocida como Rikishi. (Fuente: Imdb [21])
En el 2018 se ha lanzado una película titulada "Enter The Fire" protagonizada por Lou Ferrigno. La música de Dom Capano es un concepto revolucionario de música sonora y tecno que lleva la película a otro nivel de experiencia en la banda sonora. (Fuente: [22])

## Discografía
Algunos de los sencillos más exitosos y los álbumes, las notas aparecen después del punto y coma ";".

### Single
- 1993 - Da Blitz: Let me be; n.1 Italia Dance Charts
- 1994 - Da Blitz: Take my way; n.1 Italia Dance Charts
- 1995 - Da Blitz: Stay with me; n.1 Italia Pop Charts
- 1995 - Bliss Team: You make me cry; n.1 Italia Dance Charts
- 1996 - Da Blitz: Take me back; Hit Dance Charts
- 2000 - Eiffel 65: Move Your Body; contenida en Europop álbum, 3 veces platino en los UE
- 2003 - Eiffel 65: Quelli che non hanno età; Sanremo 2003
- 2004 - Gabry Ponte: The Man in The Moon
- 2006 - Karmah: Just Be Good To Me; n.1 Germany Top Charts
- 2008 - dARI: Wale (tanto wale); più di 2'500'000 di visualizzazioni su YouTube
- 2008 - dARI: Tutto regolare
- 2009 - dARI e Max Pezzali: Non pensavo
- 2009 - dARI: Cercasi AAAmore; 2° CocaCola Live at MTV
- 2009 - dARI: Casa casa mia
- 2010 - dARI: Più di te

### Álbumes
- 2000 - Eiffel 65 Europop
- 2001 - Eiffel 65: Contact!
- 2003 - Eiffel 65: Eiffel 65
- 2002 - Gabry Ponte: Gabry Ponte
- 2004 - Gabry Ponte: Dottor Jekyll & Mister DJ
- 2006 - Karmah: Be Good To Me
- 2008 - dARI: Sottovuoto generazionale
- 2009 - dARI: Sottovuoto: d-VERSION
- 2010 - dARI: In testa
- 2011 - Fonokit: Amore o Purgatorio

### Soundtracks
- 1998 - Poken Monster - Pokémon TV Theme Taiwan
- 2006 - Mutant Ninja Turtles (Ninja Turtles TV Theme) - TV RTI
- 2008 - AfterVille soundtrack - The Underground Exhibition Movie
- 2008 - Calibro 70 soundtrack - a movie by Alessandro Rota
- 2009 - Hey Giò (Chiamatemi Giò)  - TV Theme - The Italian Edition of Ugly Betty by Disney Channel
- 2011 - Lourdes Documentary soundtrack - a documentary by Alessandro Rota
- 2012 - The Sleeping Warrior soundtrack - a movie by Chayan Sarkar
- 2013 - The Solid State soundtrack - a movie by Stefano Milla
- 2014 - Beautiful Destroyer soundtrack - a movie by Chris Dorrah
- 2015 - Richard the Lionheart: Rebellion soundtrack - a movie by Stefano Milla
- 2016 - Branded soundtrack - a movie by Phil Gorn]
- 2017 - Kingdom of Gladiators, the Tournament soundtrack - a movie by Stefano Milla
- 2018 - Enter The Fire soundtrack - a movie by Phil Gorn starring Lou Ferrigno

## Remix y Colaboración
- Tout est Bleu - Jean Michel Jarre, en colaboración con Jean Michel Jarre
- Freak-Samuele Bersani
- Como Nunca - 883
- La mujer del sueño y The Great American Nightmare - 883
- La reina de las celebridades - 883
- Viaje, el Centro del Mundo - 883
- Todo el mundo tiene en su interior - Gala
- Ring My Bell - Ann Lee
- Paradise-Simone Jay
- Get on It - Kool & The Gang
- Anywhere-Peach
- U Gotta Be - Alex Party
- Grande en Japón - Alphaville
- Girl-Little Lilu
- Thinkin'Of You - Super Eva
- Usted y Me-la Reina
- Todo lo que realmente Want-Kim Lukas
- The Bad Touch - Bloodhound Gang
- ¿Quién dejó los perros? - Bahamas
- Friday-Freaky Aqua
- Glorioso - Andres Calamaro
- Reach-S Club 7
- Negro y White-Ana Betz
- Thinkin'Of You - Super
- Aquí viene el Sunshine-Love Inc.
- Mi mayor error - Laura Pausini
- Anima Mia'-Cugini di Campagna
- Los niños de Pitágoras - Little Tony y Gabry Ponte